# Záříčí (Dírná)
Záříčí (dříve také Zářič nebo Zářičí, v letech 1960–1976 Záříčí u Dírné, německy Sarschitz), je malá vesnice, část obce Dírná v okrese Tábor v Jihočeském kraji. Nachází se asi dva kilometry západně od Dírné. Je zde evidováno 39 adres. V roce 2011 zde trvale žilo 29 obyvatel.
Záříčí leží v katastrálním území Záříčí u Dírné o rozloze 3,92 km².

## Historie
První písemná zmínka o vesnici pochází z roku 1549.

## Obyvatelstvo
| Rok            | 1869 | 1880 | 1890 | 1900 | 1910 | 1921 | 1930 | 1950 | 1961 | 1970 | 1980 | 1991 | 2001 | 2011 | 2021 |
| -------------- | ---- | ---- | ---- | ---- | ---- | ---- | ---- | ---- | ---- | ---- | ---- | ---- | ---- | ---- | ---- |
| Počet obyvatel | 258  | 237  | 212  | 209  | 196  | 209  | 182  | 127  | 130  | 99   | 68   | 60   | 55   | 29   | 28   |
| Počet domů     | 39   | 39   | 36   | 39   | 36   | 36   | 36   | 38   | 35   | 27   | 25   | 36   | 36   | 37   | 37   |

## Obecní správa
Při sčítání lidu v letech 1850–1879 Záříčí bylo osadou obce Mezná v okrese Tábor. V letech 1880–1963 bylo samostatnou obcí, se kterým patřilo nejprve do okresu Tábor, ale v roce 1950 v okrese Soběslav. Od roku 1964 je částí obce Dírná v okrese Tábor.

## Pamětihodnosti
- Zvonička